# Uamué jezik
Uamué jezik (aticum, atikum, huamuê; ISO 639-3: uam), danas vjerojatno izumrli jezik kojim su nekada govorili Indijanci Atikum iz istočnobrazilskih država Pernambuco i Bahia.
Etnička populacija iznosi preko 2 400 ali danas na nekoliko rezervata u tim državama govore jedino portugalski jezik [por]. jezik je ostao neklasificiran.

## Vanjske poveznice
- Ethnologue (14th)
- Ethnologue (15th)